# Alexander (игра)
«Александр» (англ. Alexander) — компьютерная игра в жанре стратегия в реальном времени / RPG, разработанная украинской компанией GSC Game World и изданная компаниями GSC World Publishing и Ubisoft 20 ноября 2004. Является официальной игрой по фильму Оливера Стоуна «Александр».

## Игровой процесс
Игрок может сыграть как в одиночную кампанию и сражения с компьютерным противником, а также может сыграть в мультиплеер.
Игрок развивает свою экономику, с чьей помощью создаёт армию для борьбы с врагом.
В игре существует несколько ресурсов: еда, дерево, камень, золото и железо. Они могут добываться как крестьянами, так и приобретаться на рынке.
Существенным отличием игры от других стратегий является повышенное значение отрядов. Воины начинают получать мораль, попав в их состав. Также на отряды распространяются усиления от героев (они же командиры). Для пехоты размер отрядов равен 36, 64 и 100 бойцам, для конницы — 20, 30 и 42. Также отряды со временем набирают опыт. В игре существует 3 вида строев: агрессивный, нормальный и защитный.

### Одиночная кампания
В этом режиме игроку предоставлена возможность сыграть в 4 различные игровые кампании, посвящённых каждой фракции. Только кампания за Македонию основана на исторических событиях, остальные являются вариацией на тему альтернативной истории. Персидская и Индийская кампании представляют собой альтернативное развитие событий, ключевой точкой в которых является поражение армии Александра в битвах при Гавгамелах или Гидаспе соответственно, а египетская — в успешном восстании Нектанеба I, изгнания египтянами персов из Та-Кемет, страны пирамид, и удержании войск македонян на определённых рубежах, заставляя врагов постепенно отступать все дальше от границ Египта.

### Игровые фракции

Брифинг в последней миссии персидской кампании

В игре представлены 4 игровых фракции:
- Египтяне
- Индийцы
- Македонцы
- Персы

Каждая из этих фракции имеет набор общих юнитов, но при этом оставшиеся единицы существенно отличаются друг от друга.

### Герои
Каждая из фракций имеет выбор из 3 героев, хотя могут использовать только одного. Каждый из них обладает тремя видами способностей, которые развиваются за счёт очков опыта.
В кампании опыт распределяется в начале следующей миссии и получается за своевременность выполнения миссии, выполнение всех заданий миссии и эффективность боевых действий.
В одиночных миссиях и мультиплеере очки опыта начисляются только за врагов, убитых игроками, хотя желательно, чтобы битва проходила недалеко от героя.
Герои Египта:

Битва македонцев с индусами

- Нектанебо — египетский фараон. Занимается целительством, действуя как самостоятельно, так и улучшая священников. Также он ускоряет восстановление окружающих войск, и может снизить её у противника.
- Хоремхеб — разноплановый герой, не имеющий определённой специализации. Повышает добычу золота, а также защиту колесниц. Может на время снизить мораль у окруживших его вражеских войск.
- Азельмикос — ускоряет производство пехоты, также может повысить показатель её защиты и снизить у противника в некотором радиусе.

Герои Индии:
- Пор — индийский царь. Повышает жизнь у боевых слонов, также ускоряет собственных солдат. У окружающих слонов третьей способностью повышает защиту.
- Самбус — сын Пора. Снижает стоимость кавалерии, повышает её защиту и на время ускоряет своё окружение войска.
- Абисар — индийский царь, союзник Пора. Воздействуя на крестьян, может повысить добычу еды, также обладает способностью повышать и снижать мораль в некотором радиусе.

Герои Македонии:
- Александр Македонский — усиливает атаку тяжелой пехоты, повышает мораль всем своим войскам, а также союзникам.
- Птолемей — пехотный командир. Повышает их защиту, добавляет жизни своим войскам и на время снижает скорость атаки противника.
- Парменион — в сферу его влияния входят флот и здания. Может повышать защиту кораблей и защищённость зданий. Кроме этого может восстанавливать здоровье своим юнитам.

Герои Персии:
- Дарий III — царь персов. Воздействует как на экономику, так и на военное дело. В первом случае повышает добычу камня. Во втором снижает защиту противника как пассивно, так и применяя специальную способность.
- Охус — сын Дария. Увеличивает дальность стрельбы кораблей и стрелков. Также может временно снизить скорость передвижения вражеских войск.
- Бесс — бактрийский сатрап Дария. Является кавалерийским командиром. Повышает её атаку и защиту, может снизить мораль вражеских войск. Последней способностью в некотором радиусе повысит атаку своих кавалеристов.

## Рецензии
| Сводный рейтинг | Сводный рейтинг |
| Агрегатор       | Оценка          |
| --------------- | --------------- |
| GameRankings    | 55,82 %         |

Крупнейший российский портал игр Absolute Games поставил игре 87 %. Обозреватель отметил интересный игровой сплав RTS и варгейма, хорошую графику и игровой баланс. Вердикт: «Получилась игра практически без недостатков. Динамичные миссии, разбавленные видеороликами из фильма, удачно вписывающимися в повествование, затягивают с головой. Можно придраться к работе штурмовых орудий, не всегда выдерживающих расстояние до цели, назвать неудачным саундтрек (во время битв он не изменяется, крестьяне на ниве машут косой под те же звуки), высказать „фи“ по поводу нудных походов в храм, поругаться на нестабильность… Но это всего лишь придирки, ничуть не уменьшающие ценность „Александра“.»
Журнал «Игромания» поставил игре 7 баллов из 10-ти, сделав следующее заключение: «Средняя во всех отношениях стратегия. Нетипично для GSC Game World, от которой мы привыкли получать одни лишь хиты. Однако для фанатов Оливера Стоуна, Колина Фаррелла, а также многотысячных юнит-массовок — в самый раз.»